# 王海舟
王海舟（1940年2月28日—），福建福州人，冶金分析表征专家，中国工程院院士，钢铁研究总院教授高工、博士生导师。

## 履历[1]
- 1963年，于北京大学化学系毕业。
- 2006年，当选为国际钢铁工业分析委员会主席。
- 2011年，当选中国工程院院士。